# Tadasuke Makino

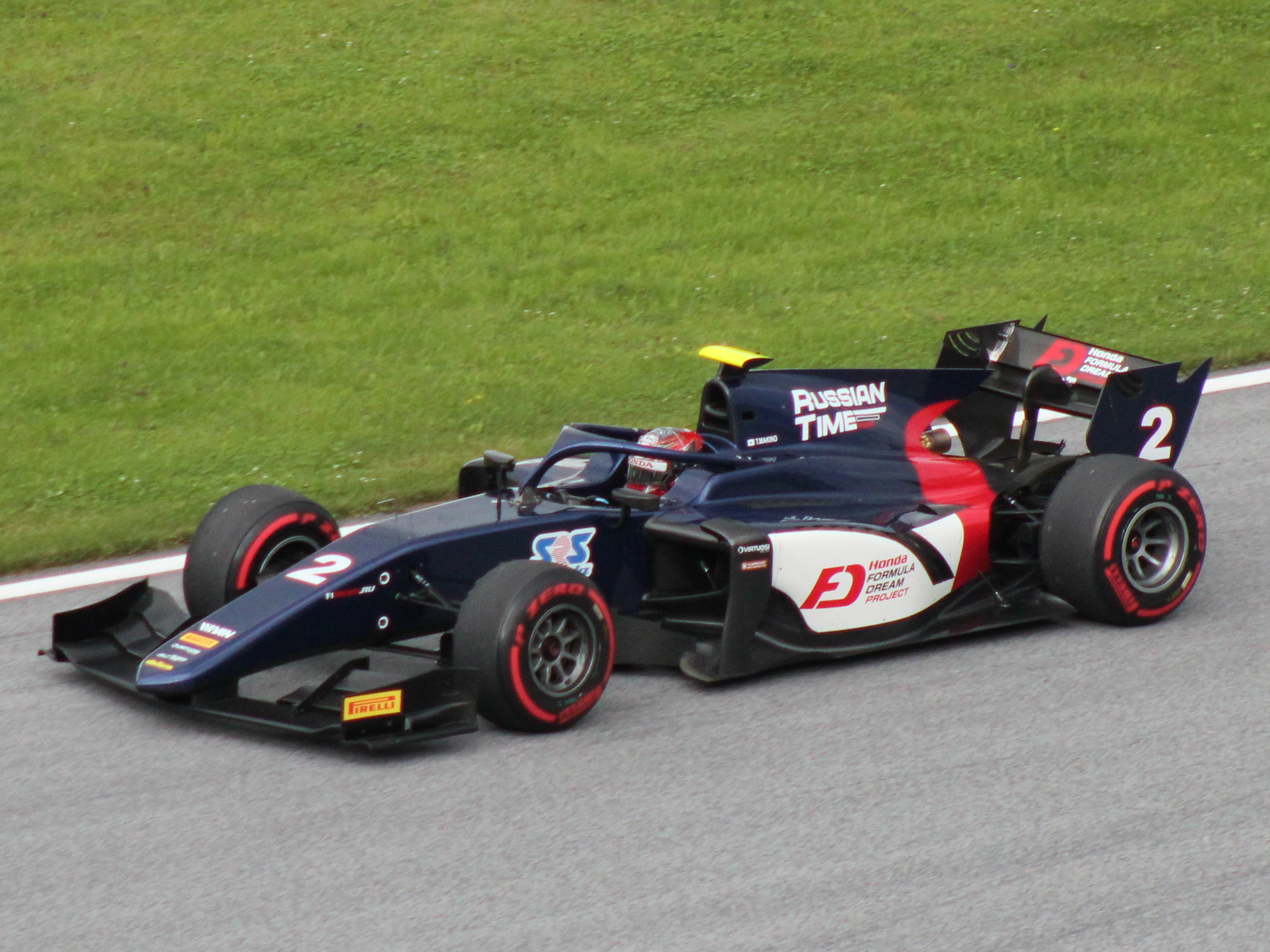
Tadasuke Makino beim ersten Formel-2-Rennen in Spielberg 2018

Tadasuke Makino (jap. 牧野 任祐, Makino Tadasuke; * 28. Juni 1997 in der Präfektur Osaka) ist ein japanischer Automobilrennfahrer. Er wird 2019 in der Super Formula starten.

## Karriere
Makino begann seine Motorsportkarriere 2004 im Kartsport, in dem er bis 2013 aktiv blieb. 2015 wechselte er in den Formelsport und fuhr für Rn-sports in der japanischen Formel-4-Meisterschaft. Er gewann sechs Rennen und wurde mit 206 zu 209 Punkten Gesamtzweiter hinter Shou Tsuboi. 2016 erhielt Makino mit Unterstützung von Honda bei Toda Racing ein Cockpit in der japanischen Formel-3-Meisterschaft. Mit vier Podest-Platzierungen schloss er die Saison auf dem fünften Meisterschaftsplatz ab. Ferner wurde er mit Toda Racing Fünfter beim Macau Grand Prix. Darüber hinaus debütierte Makino 2016 im GT-Sport und nahm an vier Rennen der Super GT teil. Bei drei Rennen fuhr er für das Honda-Werksteam Drago Modulo und erzielte dabei einen zweiten Platz. Das andere Rennen bestritt er für Cars Tokai Dream28.
2017 wechselte Makino mit Honda-Unterstützung nach Europa in die europäische Formel-3-Meisterschaft und ging für Hitech Grand Prix an den Start. Seine beste Platzierung war ein dritter Platz, die Meisterschaft beendete er auf dem fünfzehnten Rang.
2018 startete Makino für Russian Time in der FIA-Formel-2-Meisterschaft. Er gewann das Hauptrennen in Monza und beendete die Saison auf dem 13. Platz. Er verließ am Ende der Saison die Formel 2 und wechselte in die japanische Super Formula.

## Statistik

### Karrierestationen
| - 2011–2013: Kartsport - 2015: Japanische Formel 4 (Platz 2) - 2016: Japanische Formel 3 (Platz 5) | - 2016: Super GT (Platz 16) - 2017: Europäische Formel 3 (Platz 15) - 2018: Formel 2 (Platz 13) |

### Einzelergebnisse in der europäischen Formel-3-Meisterschaft
| Jahr | Team              | Motor    | 1   | 2   | 3   | 4   | 5   | 6   | 7   | 8   | 9   | 10  | 11  | 12  | 13  | 14  | 15  | 16  | 17  | 18  | 19  | 20  | 21  | 22  | 23  | 24  | 25  | 26  | 27  | 28  | 29  | 30  | Punkte | Rang |
| ---- | ----------------- | -------- | --- | --- | --- | --- | --- | --- | --- | --- | --- | --- | --- | --- | --- | --- | --- | --- | --- | --- | --- | --- | --- | --- | --- | --- | --- | --- | --- | --- | --- | --- | ------ | ---- |
| 2017 | Hitech Grand Prix | Mercedes | SIL | SIL | SIL | MNZ | MNZ | MNZ | PAU | PAU | PAU | HUN | HUN | HUN | NOR | NOR | NOR | SPA | SPA | SPA | ZAN | ZAN | ZAN | NÜR | NÜR | NÜR | SPI | SPI | SPI | HOC | HOC | HOC | 57     | 15.  |
| 2017 | Hitech Grand Prix | Mercedes | 11  | 19  | 15  | 12  | 14  | 13  | 13  | 12  | 7   | 13  | 16  | 17  | 8   | 14  | DNF |     |     |     | DNF | 15  | 16  | 7   | 4   | 19  | 5   | 17  | 3   | 9   | 9   | 11  | 57     | 15.  |

### Einzelergebnisse in der FIA-Formel-2-Meisterschaft
| Jahr | Team         | 1   | 2   | 3   | 4   | 5   | 6   | 7   | 8   | 9   | 10  | 11  | 12  | 13  | 14  | 15  | 16  | 17  | 18  | 19  | 20  | 21  | 22  | 23  | 24  | Punkte | Rang |
| ---- | ------------ | --- | --- | --- | --- | --- | --- | --- | --- | --- | --- | --- | --- | --- | --- | --- | --- | --- | --- | --- | --- | --- | --- | --- | --- | ------ | ---- |
| 2018 | Russian Time | BRN | BRN | AZE | AZE | ESP | ESP | MON | MON | FRA | FRA | AUT | AUT | GBR | GBR | HUN | HUN | BEL | BEL | ITA | ITA | RUS | RUS | UAE | UAE | 48     | 13.  |
| 2018 | Russian Time | 19  | 17  | 9   | 9   | 9   | DNF | 14* | DNF | 8   | DNF | 7   | 6   | 12  | 11  | 9   | 12  | 12  | 11  | 1   | 14  | 10  | 11  | 9   | DNF | 48     | 13.  |

| Legende  | Legende            | Legende                                                          |
| Farbe    | Abkürzung          | Bedeutung                                                        |
| -------- | ------------------ | ---------------------------------------------------------------- |
| Gold     | –                  | Sieg                                                             |
| Silber   | –                  | 2. Platz                                                         |
| Bronze   | –                  | 3. Platz                                                         |
| Grün     | –                  | Platzierung in den Punkten                                       |
| Blau     | –                  | Klassifiziert außerhalb der Punkteränge                          |
| Violett  | DNF                | Rennen nicht beendet (did not finish)                            |
| Violett  | NC                 | nicht klassifiziert (not classified)                             |
| Rot      | DNQ                | nicht qualifiziert (did not qualify)                             |
| Rot      | DNPQ               | in Vorqualifikation gescheitert (did not pre-qualify)            |
| Schwarz  | DSQ                | disqualifiziert (disqualified)                                   |
| Weiß     | DNS                | nicht am Start (did not start)                                   |
| Weiß     | WD                 | zurückgezogen (withdrawn)                                        |
| Hellblau | PO                 | nur am Training teilgenommen (practiced only)                    |
| Hellblau | TD                 | Freitags-Testfahrer (test driver)                                |
| ohne     | DNP                | nicht am Training teilgenommen (did not practice)                |
| ohne     | INJ                | verletzt oder krank (injured)                                    |
| ohne     | EX                 | ausgeschlossen (excluded)                                        |
| ohne     | DNA                | nicht erschienen (did not arrive)                                |
| ohne     | C                  | Rennen abgesagt (cancelled)                                      |
| ohne     | keine WM-Teilnahme |                                                                  |
| sonstige | P/fett             | Pole-Position                                                    |
| sonstige | 1/2/3/4/5/6/7/8    | Punktplatzierung im Sprint-/Qualifikationsrennen                 |
| sonstige | SR/kursiv          | Schnellste Rennrunde                                             |
| sonstige | *                  | nicht im Ziel, aufgrund der zurückgelegten Distanz aber gewertet |
| sonstige | ()                 | Streichresultate                                                 |
| sonstige | unterstrichen      | Führender in der Gesamtwertung                                   |